# Camptochaete novae-zeelandiae
Camptochaete novae-zeelandiae là một loài Rêu trong họ Lembophyllaceae. Loài này được (E.B. Bartram & Dixon) P. Câmara mô tả khoa học đầu tiên.